# Барт Ньївкоп
Барт Ньївкоп (нід. Bart Nieuwkoop, нар. 7 березня 1996, Берген-оп-Зом, Нідерланди) — нідерландський футболіст, півзахисник клубу «Феєнорд».
Чемпіон Нідерландів, володар Кубка Нідерландів. 

## Клубна кар'єра
Народився 7 березня 1996 року в місті Берген-оп-Зом. Вихованець юнацьких команд футбольних клубів «Росендал» та «Феєнорд».
У дорослому футболі дебютував 2015 року виступами за команду клубу «Феєнорд», кольори якої захищає й донині.

## Виступи за збірні
2012 року дебютував у складі юнацької збірної Нідерландів, взяв участь у 17 іграх на юнацькому рівні, відзначившись одним забитим голом.
Протягом 2015 року залучався до складу молодіжної збірної Нідерландів. На молодіжному рівні зіграв у 2 офіційних матчах.

## Титули і досягнення
- Чемпіон Нідерландів (1):

«Феєнорд»: 2016-17
- Володар Кубка Нідерландів (3):

«Феєнорд»: 2015-16, 2017-18, 2023-24
- Володар Суперкубка Нідерландів (3):

«Феєнорд»: 2017, 2018, 2024